# Косма (Папахристос)
Митрополи́т Косма́ (греч. Μητροπολίτης Κοσμάς, в миру Константи́нос Папахри́стос, греч. Κωνσταντίνος Παπαχρήστος; 1945, Скутесиада — 3 января 2022, Афины) — епископ Элладской православной церкви, митрополит Этолийский и Акарнанийский (2005—2022).

## Биография
Его отец, отец Ефстратиос Папахристос, и его мать, Феодосия, «передали маленькому Константиносу и остальным своим детям любовь к Триединому Богу и к Греции».
Окончив шестиклассную среднюю школу для мальчиков Папастратио в Агринионе, он поступил в Университет Пантеон в Афинах, а после завершения там учёбы поступил в богословскую школу Университета Аристотеля в Салониках, которую окончил с отличием.
В 1974 году митрополитом Этолийским и Акарнанийским Феоклитом (Аврандинисом) был хиротонисан во диакона и пресвитера. В течение 30 лет занимал должность иерокирикса (проповедника) епархии.
5 октября 2005 года состоялась его архиерейская хиротония и возведение в достоинство митрополита Этолийского и Акарнанийского. Хиротонию возглавил митрополит Афинский и всей Греции Христодул.
1 декабря 2021 года в тяжелом состоянии был госпитализирован в больницу с COVID-19 (до этого вакцинирован не был). В больнице интубирован, а позднее ему была сделана трахеостомия. Скончался 3 января 2022 года в афинской больнице «Эвангелизмос».
После отпевания, совершенного в кафедральном соборе святого Спиридона в Месолонгионе митрополитом Навпактским Иерофеем (Влахосом), тело почившего иерарха согласно его воле было захоронено в мужском Введенском монастыре в местечке Миртья.